# Jonathan Fortune
Jonathan Fortune (Islington, 23 agosto 1980) è un ex calciatore inglese, di ruolo difensore.

## Caratteristiche tecniche
Giocava come difensore centrale.